# فن الإنترنت
فن الإنترنت (ويعرف ايضاً باسم فن النت) هو شكل من الأعمال الفنية الرقمية تُنشر عن طريق الإنترنت، هذا الشكل من الفن يوجد فيه تحايل عن الهيمنة التقليدية للمعرض وللنظام المتحف، فهو يوصل التجارب الجمالية عبر الإنترنت. في الكثير من الأحيان، أن المشاهد ينجذب لنوع ما من التفاعل للعمل الفني. الفنانون الذين يعملون في هذا المجال احياناً يطلق عليهم افنانو النت.
يمكن أن يحدث فن الإنترنت خارج الهيكل التقني للأنترنت، مثل حينما يستخدم الفنانين تقاليد الإنترنت الاجتماعية أو ثقافية محددة في مشاريع خارجية.
غالباً لكن ليس دائماً يكون فن الإنترنت مبني على التفاعل والمشاركة واستناداً للوسائط المتعددة. قد يستخدم فن الإنترنت لنشر رسالة، اما أن تكون سياسية أو اجتماعية باستخدام التفاعل البشري.
مصطلح فن الإنترنت لا يتعلق بالفن الذي تم تحويلة رقمياً وتحميله للتمكن من مشاهدتها عبر الإنترنت. هذا يمكن القيام به من خلال متصفحات البحث، مثل صورة للوحة تم تحميلها لمشاهدتها في معرض على الإنترنت. بدلا من هذا النوع، أن يتم الاعتماد على الجوهر وان لا يخلو من وجوده في الإنترنت، واخذ الفوائد من بعض النواحي كواجهة تفاعلية والاتصال لعدة ثقافات اجتماعية واقتصادية. ويعود ككل للإنترنت وليس فقط للأعمال التي تستند للأنترنت.
عرّف الباحث في الجانب النظري والأمين جون ايبوليتو في مقالة «عشرة أساطير» عن فن الإنترنت عام 2002م. يستشهد الشروط في أعلاه، وعرّف أيضاً الذي يميز تصميم الشبكات التجارية، ويلتمس مسائل الأداء، وقدرة على الارشفة وتحصيل سلس في المتوسط.

## التاريخ والحالة
رسخ فن الإنترنت في التقاليد الفنية المختلفة، تتراوح من الدادا الفن التصوري إلى الفن الخيالي وفليكسيس (قطعة فنية يشترك بها فنانون وشعار) ومقاطع فنية والفن الحركي والفن الاداء والفن عن بعد والاحداث.
في سنة 1974م، الفنانة الكندية فيرا فرانكلين عملت في استديو عقد المؤتمرات عن بعد لشركة بيل كندا كي تقدم العاب سترينغ (خيوط يتم عقدها لتبدوا بأشكال فنية...)، فكانت أول عمل فني يتم استخدام فيها تكنولوجيات الاتصالات.
في بداية العمل الفني عن بعد كانت قطعة روي اسكوت الفنية والمسماة بـ لا بليشر دي تيكست، ونفذت وصنعت بالتعاون من أجل معرض الفن الحديث في مدينة باريس في عام 1983م.
مؤسسات فن وسائل الاعلام مثل معرض آرس إلكترونيا في مدينة لينز، أو مركز البحث للموسيقى الإلكترونية (IRCAM) ومقرها باريس، وقد يدعم أو يقدم الفن الشبكي القديم.
في أواخر التسعينيات ومع ظهور محركات البحث كطريقة للدخول إلى الإنترنت، الكثير من فنانو الإنترنت أظهروا اهتمامهم إلى الأفكار المتعلقة بهذا المجال. في عام 2001م عرضت «ديناميكيات البيانات» في متحف ويتني للفن الأمريكي وتم تمييزه بفن«نيتومات») ماكيج ويسنيوسكي) و«شقة» (مارك ولكزاك ومارتن ويتينبيرغ)، التي تستخدم إستفسارات البحث مثل المواد الخام. لعبة ماري فلانقن «ذا بيربتل بيد» حضت على اهتمام لروايته التي استخدمت فيه تقنية ثلاثية الأبعاد الفضاء السردي الغير خطي، أو كما تطلق عليه «روايات قابلة للملاحة». عملها في سنة 2001م في ويتني بينيال «كوليكشن» عناصر تم جمعها من محركات الأقراص الصلبة من حول العالم وتم عرضها في «اللاوعي الجماعي الحسابي».
نظرية قولن ليفن «ذا سيكرت لايف اوف نمرز» (في سنة 2001م) تصور «شعبية» الأرقام من 1 إلى 1,000,000 كما قيست يواسطة نتائج بحوث التا فيستا. ومثل الأعمال التي أشارت إلى واجهات بديلة والتشكيك في الدور المهيمن لمحركات البحث في السيطرة على الدخول للإنترنت.
ومع ذلك، الإنترنت غير قابل للنقص في الشبكة وليس أيضا لمحركات البحث. بالإضافة إلى ذلك، استعمال هذه الارسالات التي تكون من تطبيقات (نقطة إلى نقطة)، مقترحاً أن يكون هنالك بعض النقاط المرجعية، وهنالك أيضاً البث المتعدد فالإنترنت كشف من قبل خبرة فنية قليلة مثل بوتيك جينيراتور. وفقاً لـ جولف وكوكس، فأن فن الإنترنت قد عانى تحت التفضيل من تأصل واجهة المستخدم ضمن فن الحاسوب. يجادلون بأن الإنترنت لا يترادف مع مستخدم معين وواجهة معينة، لكن بدلاً من الهيكل الحركي الذي يشمل الترميز ولفت انتباه الفنان.
ظهور منصات الشبكات الاجتماعية، والتي يفهم بأنها الخدمات المستندة التي تسمح للأفراد بـ إنشاء ملف شخصي عام أو شبة عام داخل نظام محدد، ويكون له قائمة بشكل موضح بالمستخدمين الأخرين الذين يشاركونهم الاتصال، ويتم عرض قائمة الاتصالات لهم وتلك التي قام بها الأخرون بها داخل النظام، وسهلت تحويل التنقل لنشر فن الإنترنت. بدايات مجتمعات الشبكة حيث تم تنظيمها بتسلسل "هرمي موضعي" معين، حيث أن منصات الشبكة الاجتماعية تتكون من أنانية لأعمال الإنترنت، مع "الفرد في مجتمعه الخاص". المجتمعات الفنية في الإنترنت خضع انتقال مُشابة في منتصف ما بين 2000م التحول من سرف كلوب، مجموعات من 15 إلى 30  "شخص شارك اعضاؤها في محادثات مفاهيمية مرئية متواصلة من خلال وسائل الاعلام الرقمية"، وعضويتهم تحدد على مجموعة مختارة من الأفراد، وبعض منصات التواصل مبنية على الصور، مثل فليكر، مما سهل الوصول إلى أي فرد عبر البريد الإلكتروني. يستخدم فنانو الإنترنت على نطاق واسع من القدرات الشبكية لمنصات التواصل الاجتماعي، ويتم استخدامها في علم النبات في تنظيمهم، حيث "أن إنتاج المفهوم يتوقف خارجيا على محتوى الفنانين الأخرين في الإنترنت.

### ما بعد الإنترنت
مصطلح ما بعد الإنترنت هو كلمة وصف فضفاضة للأعمال المشتقة من الإنترنت أو آثارها على الجماليات والثقافة والمجتمع. يعد هذا المصطلح مثيرًا للجدل وقد تم انتقاده بشكل كبير في الأوساط الفنية. ظهر هذا المصطلح نتيجةً لنقاشات منتصف العقد الأول من القرن الواحد والعشرين حول فن الإنترنت التي قام بها كل من ماريسا أولسون، وجين ماكهيو وآرتي فيركانت (الأخيرة معروفة بكتابها مناظير الصورة، وهو سلسلة من الرسومات الزرقاء أحادية اللون العميقة). كان فنانو ما بعد الإنترنت بين العقد الأول والثاني من القرن الواحد والعشرين، إلى حد كبير هم ناشطو جيل الألفية الفاعلين على منصات الإنترنت مثل تامبلر وماي سبيس. تعد الحركة أيضًا مسؤولة عن قيادة عدد كبير من الأنواع الفنية الصغيرة والثقافات الفرعية مثل سيبانك وفابورويف.
صيغ مصطلح ما بعد الإنترنت من قبل الفنانة ماريسا أولسون في عام 2008. يصف المصطلح وفقًا لمقال من عام 2015 في صحيفة ذا نيويوركر، «ممارسات الفنانين الذين.. على عكس الأجيال السابقة لهم، يستخدمون الويب كوسيط آخر مثل الرسم والنحت. تنتقل أعمالهم الفنية بسلاسة بين الفضاءات لتظهر في بعض الأحيان على الشاشات وفي أحيان أخرى في المعارض». في أوائل العقد الثاني من القرن العشرين، ارتبط مصطلح «ما بعد الإنترنت» بشكل شائع بالموسيقية غرايمز، التي استخدمت المصطلح لوصف عملها في وقت لم تُناقش فيه مفاهيم ما بعد الإنترنت في ساحات الموسيقى السائدة.

## الأدوات
عرفت مؤرخة الفن راشيل غرين ستة أشكال لفن الإنترنت وجدت منذ عام 1993 حتى عام 1996 وهي: البريد الإلكتروني، والصوت والفيديو والرسوميات والرسوم المتحركة ومواقع الإنترنت.
في تسعينيات القرن العشرين، زودت القوائم البريدية المستندة إلى البريد الإلكتروني فناني الإنترنت بمجتمع من أجل الأحاديث عبر الإنترنت، والذي كسر بدوره الحدود بين الحوارات النقدية والمنتجة. يسمح تنسيق البريد الإلكتروني بالتعبير الفوري، رغم اقتصاره على الاتصال القائم على النص والرسوميات البسيطة، مع انتشاره على نطاق دولي. سمحت هذه القوائم البريدية بالتنظيم الذي انتقل إلى اجتماعات مباشرة وجهًا لوجه سهلت إجراء محادثات أكثر دقة، وأقل عبئًا بسبب سوء الاتصال.
منذ منتصف العقد الأول من القرن الواحد والعشرين، استخدم العديد من الفنانين محرك بحث غوغل وخدمات أخرى كإلهام لهم أو مواد لعملهم. وفرت خدمات غوغل الحديثة إمكانيات فنية جديدة. كانت البداية في عام 2008، حيث جمع جون رافمان صورًا من خدمة غوغل ستريت فيو من أجل مشروعه الذي سمي العيون التسعة لجوجل ستريت فيو. أحد المشاريع الفنية الأخرى الجارية على شبكة الإنترنت هو مشروع أنا غوغل من تصميم دينا كيلبرمان الذي ينظم كل الصور ومقاطع الفيديو من غوغل ويوتيوب المتعلقة بموضوع ما على شكل شبكة تتوسع أثناء تصفحك.

### وصلات خارجية
معرض على الإنترنت في قائمة ومعجم فن الإنترنت http://netartnet.net/